# Дормідонтовське сільське поселення (село)
Дормідо́нтовське сільське поселення (рос. Дормидонтовское сельское поселение) — сільське поселення у складі Вяземського району Хабаровського краю Росії.
Адміністративний центр та єдиний населений пункт — село Дормідонтовка.

## Населення
Населення сільського поселення становить 466 осіб (2019; 556 у 2010, 657 у 2002).